# Boris Kogan
Boris Kogan (russisch Борис Маркович Коган/Boris Markowitsch Kogan; * 8. Februar 1940 in der Weißrussischen Sozialistischen Sowjetrepublik; † 25. Dezember 1993) war ein sowjetisch-US-amerikanischer Schachspieler und -trainer.

## Leben
Kogan lernte das Schachspielen mit 14 Jahren in einem Jugendlager in der Nähe von Lwiw. Er nahm mit der ukrainischen Auswahl an der sowjetischen Jugendmeisterschaft 1957 in Wladimir teil und zeigte das beste Ergebnis am ersten Brett. Während seines Wehrdienstes teilte er hinter Witali Schilin den zweiten Platz bei der Meisterschaft der sowjetischen Streitkräfte 1962 in Odessa. Im selben Jahr teilte er den zweiten Platz bei einem Halbfinale der XXX. Meisterschaft der UdSSR in Dnepropetrowsk. Der Platz im Finale ging nach einem Stichkampf an Wladislaw Schijanowski. Ebenfalls 1962 erhielt Kogan den Titel Meister des Sports der UdSSR. Er belegte vordere Plätze in mehreren Meisterschaften der Sportvereinigung Awangard. Im Jahr 1971 wurde er mit 9 Punkten aus 13 Zweiter bei der ukrainischen Meisterschaft in Donezk. Beim Chodschajew-Gedenkturnier 1977 in Taschkent teilte er den zweiten Platz hinter Igor Iwanow.
Vor seiner Auswanderung nahm Kogan nur selten an internationalen Wettbewerben teil. Bei einem Turnier der Partnerstädte 1976 im ungarischen Pécs schnitt er mit 4 Punkten aus 11 nicht besonders gut ab. Nach zwei Jahren erreichte er am selben Ort den zweiten Platz. Er blieb mit fünf Siegen und sechs Remis ungeschlagen und erfüllte damit eine GM-Norm. Als Fernschachspieler spielte er dreimal im Finale der sowjetischen Einzelmeisterschaft. In der 13. Meisterschaft (1977–78), die von Michail Umansky gewonnen wurde, belegte er den vierten Platz.
Im Jahr 1980 zog Kogan in die Vereinigten Staaten. Er wurde in Stone Mountain, einem Vorort von Atlanta, ansässig. Ab 1982 trug er den Titel eines Internationalen Meisters. Zwischen 1980 und 1992 gewann er neun Mal die Meisterschaft des Bundesstaates Georgia. Sein bestes Resultat bei den US-Meisterschaften war ein geteilter fünfter Platz 1985 in Estes Park. Beim gut dotierten New York International-Turnier 1984 teilte er mit Lajos Portisch, András Adorján, Gennadi Sosonko und Lubomir Kavalek den zweiten Platz und erzielte noch eine GM-Norm. Mit seiner besten Elo-Zahl von 2500 lag Kogan im Januar 1985 auf Platz 92 der Weltrangliste.
Vor der Auswanderung war Kogan als Ingenieur beim Bildröhrenwerk in Lwiw tätig. Zwei Jahre lang leitete er eine Schachsektion im Lwiwer Pionierpalast, in der er unter anderem Adrian Mihalčišin trainierte. Unter seinen Schülern in den USA war der geteilte Sieger der US-Meisterschaft 1989 IM Stuart Rachels. Ab 1987 redigierte Kogan eine Schachspalte im Atlanta Journal-Constitution.